# Glandulocauda
Glandulocauda is een geslacht van straalvinnige vissen uit de familie van de karperzalmen (Characidae).

## Soorten
- Glandulocauda caerulea Menezes & Weitzman, 2009
- Glandulocauda melanopleura (Ellis, 1911)